# ローイエット県

ローイエット県
จังหวัดร้อยเอ็ด

- この項目は英語版を元に作成されています。

ローイエット県（ローイエットけん、タイ語:จังหวัดร้อยเอ็ด）はタイ・東北部の県（チャンワット）の一つ。カーラシン県、ムックダーハーン県、ヤソートーン県、シーサケート県、スリン県、マハーサーラカーム県と接する。

## 地理
ローイエット県は、チー川によって形成された海抜 130-160m の平地にある。県北部はヤン川を中心とするプー・パン（山）の一部で南部にはムーン川が流れており、スリン県との県境になっている。チー川とムーン川が合流する場所では水が氾濫し、稲作に適した土地が広がっている。

### 気候
タイ東北部に位置するため、バンコクよりも涼しい。12〜2月は最低気温が20℃を下回ることが多くなり、乾季で湿度も低く過ごしやすい。雨季はおおよそ5〜10月初旬までとなっている。
| ローイエット (1981–2010)の気候                                                       | ローイエット (1981–2010)の気候 | ローイエット (1981–2010)の気候 | ローイエット (1981–2010)の気候 | ローイエット (1981–2010)の気候 | ローイエット (1981–2010)の気候 | ローイエット (1981–2010)の気候 | ローイエット (1981–2010)の気候 | ローイエット (1981–2010)の気候 | ローイエット (1981–2010)の気候 | ローイエット (1981–2010)の気候 | ローイエット (1981–2010)の気候 | ローイエット (1981–2010)の気候 | ローイエット (1981–2010)の気候 |
| 月                                                                                   | 1月                            | 2月                            | 3月                            | 4月                            | 5月                            | 6月                            | 7月                            | 8月                            | 9月                            | 10月                           | 11月                           | 12月                           | 年                             |
| ------------------------------------------------------------------------------------ | ------------------------------ | ------------------------------ | ------------------------------ | ------------------------------ | ------------------------------ | ------------------------------ | ------------------------------ | ------------------------------ | ------------------------------ | ------------------------------ | ------------------------------ | ------------------------------ | ------------------------------ |
| 平均最高気温 °C （°F）                                                               | 30.3 (86.5)                    | 32.6 (90.7)                    | 34.7 (94.5)                    | 35.7 (96.3)                    | 34.2 (93.6)                    | 33.1 (91.6)                    | 32.4 (90.3)                    | 31.7 (89.1)                    | 31.4 (88.5)                    | 31.1 (88)                      | 30.5 (86.9)                    | 29.3 (84.7)                    | 32.25 (90.06)                  |
| 平均最低気温 °C （°F）                                                               | 17.2 (63)                      | 19.8 (67.6)                    | 22.7 (72.9)                    | 24.8 (76.6)                    | 25.0 (77)                      | 25.2 (77.4)                    | 25.0 (77)                      | 24.8 (76.6)                    | 24.5 (76.1)                    | 23.0 (73.4)                    | 20.1 (68.2)                    | 17.3 (63.1)                    | 22.45 (72.41)                  |
| 雨量 mm （inch）                                                                     | 3.6 (0.142)                    | 19.2 (0.756)                   | 41.2 (1.622)                   | 75.9 (2.988)                   | 186.1 (7.327)                  | 223.5 (8.799)                  | 195.9 (7.713)                  | 252.2 (9.929)                  | 219.8 (8.654)                  | 107.3 (4.224)                  | 15.2 (0.598)                   | 2.1 (0.083)                    | 1,342 (52.835)                 |
| 平均降雨日数 （≥1 mm）                                                               | 1                              | 2                              | 3                              | 8                              | 15                             | 16                             | 15                             | 18                             | 18                             | 9                              | 2                              | 1                              | 108                            |
| % 湿度                                                                               | 65                             | 63                             | 61                             | 65                             | 73                             | 76                             | 77                             | 80                             | 81                             | 77                             | 70                             | 66                             | 71.2                           |
| 出典：Thai Meteorological Department (Normal 1981-2010), (Ave. rainy days 1961-1990) |                                |                                |                                |                                |                                |                                |                                |                                |                                |                                |                                |                                |                                |

## 歴史
県はクメール王朝時代から人間の入植があったが、アユタヤ王朝時代には現在のラオス人民民主共和国チャンパーサックやスワンナプーム（現在のスワンナプーム郡）からのタイ系民族の入植があり、クメール人は南方に退いた。後にトンブリー王朝のタークシンは現在の県地域の中心をサケートナコーンに移した。
県名であるローイエットは101と言う意味である。これは県庁所在地の周りに町が11あり、同じく11の城門があったことを白髪三千丈に表現したものである。

## 県章

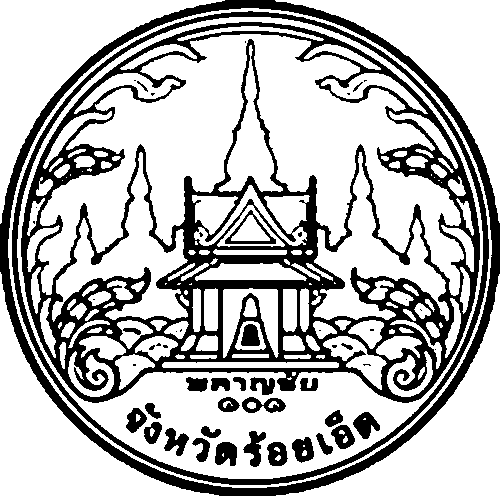
県章

|  | 県章は市の中心にある人工池に、ラックムアン（市柱）が描かれたものである。ラックムアンの精霊、マヘーサックは地元では非常に信仰される神格である。 県木はLagerstroemia macrocarpaである。 |

## 行政区分
ローイエット県は20の郡（アムプー）に分かれ、その下に193の町（タムボン）と2311の村（ムーバーン）がある。
| 1. ムアンローイエット郡 2. カセートウィサイ郡 3. パトゥムラット郡 4. チャトゥラパックピマーン郡 5. タワットブリー郡 6. パノムプライ郡 7. ポーントーン郡 8. ポーチャイ郡 9. ノーンポーク郡 10. セーラプーム郡 | 1. スワンナプーム郡 2. ムアンスワン郡 3. ポーンサーイ郡 4. アートサーマート郡 5. ムーイワディー郡 6. シーソムデット郡 7. チャンハーン郡 8. チエンクワン郡 9. ノーンヒー郡 10. トゥンカオルワン郡 | ローイエット県の郡 |